# Hu Jianguan
Hu Jianguan (chinois : 胡建关 ; pinyin : Hú Jiàn Guān) est un boxeur chinois né le 11 mai 1993 à Xingtai.

## Carrière
Hu devient en 2015 champion de Chine dans sa catégorie et gagne une médaille de bronze aux mondiaux de Doha où il est battu en demi-finale par le cubain Yosvany Veitia.
Qualifié pour les jeux olympiques de Rio de Janeiro, il se défait successivement du turc Selçuk Eker en 16e, de l'arménien Narek Abgaryan puis bat en quarts Yosvany Veitia lors de la revanche des mondiaux 2015. Il s'incline en revanche en demi-finale face à Misha Aloyan sur le score de 3 à 0 et obtient la médaille de bronze.

## Palmarès

### Jeux olympiques
- Médaille de bronze en -52 kg en 2016 à Rio de Janeiro, Brésil

### Championnats du monde
- Médaille de bronze en -52 kg en 2015 à Doha, Qatar

### Championnats d'Asie
- Médaille de bronze en -52 kg en 2019 à Bangkok, Thaïlande

## Référence
1. ↑  (en) Résultats des championnats du monde de boxe amateur 2015 (amateur-boxing.strefa.pl)